# Alesia (ciudad)
Alesia fue la capital de los mandubios, una de las tribus galas aliadas con los poderosos heduos, y después de la conquista de Julio César una ciudad romana (oppidum) en la Galia. Ha habido excavaciones arqueológicas desde la época de Napoleón III en Alise-Sainte-Reine un pequeño pueblo situado a diez kilómetros al nordeste de Semur-en-Auxois en Côte d'Or, que han pretendido que allí se ubicaba la Alesia histórica. Continuamente se hacen nuevos descubrimientos sobre este asentamiento galorromano en la meseta de Mont-Auxois. Como resultado de las últimas excavaciones, se encontró un hallazgo regalado al museo que hay allí con la inscripción: IN ALISIIA, que finalmente despejaron las dudas de algunos arqueólogos sobre la identidad de la ciudad.

## Geografía y localización
Durante mucho tiempo tras el abandono de la ciudad romana, la ubicación de Alésia y, por lo tanto, el lugar de la importante batalla, fueron desconocidos y objeto de especulación. Algunos pretendían que se encontraba en el Franco Condado o alrededor de Salins-les-Bains en Jura. La incertidumbre alrededor de la ubicación de Alesia está humorísticamente parodiada en el volumen de Astérix titulado El escudo arverno, en el que, en este caso debido al orgullo galo, los personajes continuamente niegan conocer su ubicación ("¡Yo no sé dónde está Alesia! ¡Nadie sabe dónde está Alesia!").
En el siglo XIX, el emperador Napoleón III se interesó por la ubicación de esta batalla crucial en la historia prefrancesa. Estaba escribiendo una biografía de César y consideraba el mando de Vercingétorix sobre todos los ejércitos galos un símbolo de la nación francesa. Al mismo tiempo, se dio cuenta de que la futura nación francesa estaba profundamente influenciada por la victoria romana y los siglos de dominio sobre la Galia. 
En 1838 se descubrió una inscripción «IN ALISIIA» cerca de Alise-Sainte-Reine, en el departamento de Côte-d'Or, cerca de Dijon. Napoleón III ordenó una excavación arqueológica a Eugène Stoffel en los alrededores de Mont-Auxois. Estas excavaciones, realizadas entre 1861 y 1865, se centraron en las extensas líneas de asedio romanas e indicaron que la Alesia histórica se encontraba efectivamente allí.
El oppidum se encontraba en una meseta de unas  97 hectáreas, a unos 200 metros sobre el fondo del valle, rodeada de escarpados acantilados en todas direcciones, excepto en los extremos este y oeste.: 32    Estaba protegida por una muralla (murus gallicus) que rodeaba un área de hasta 140 hectáreas, atravesada por al menos dos puertas de pinza, y en el año 52 a. C. posiblemente tenía una población de 80.000 habitantes, incluyendo refugiados y hombres bajo el mando de Vercingétorix.
Análisis arqueológicos posteriores en Alise-Sainte-Reine han corroborado en detalle el asedio descrito. Los restos de anillos de asedio que se dice coinciden con las descripciones de César han sido identificados por los arqueólogos mediante fotografía aérea (por ejemplo, por René Goguey). Las excavaciones franco-alemanas dirigidas por Michel Reddé y Siegmar von Schnurbein entre 1991 y 1997 confirmaron estos hallazgos y pusieron fin de manera efectiva al largo debate entre los arqueólogos sobre la ubicación de Alesia.

## Batalla de Alesia

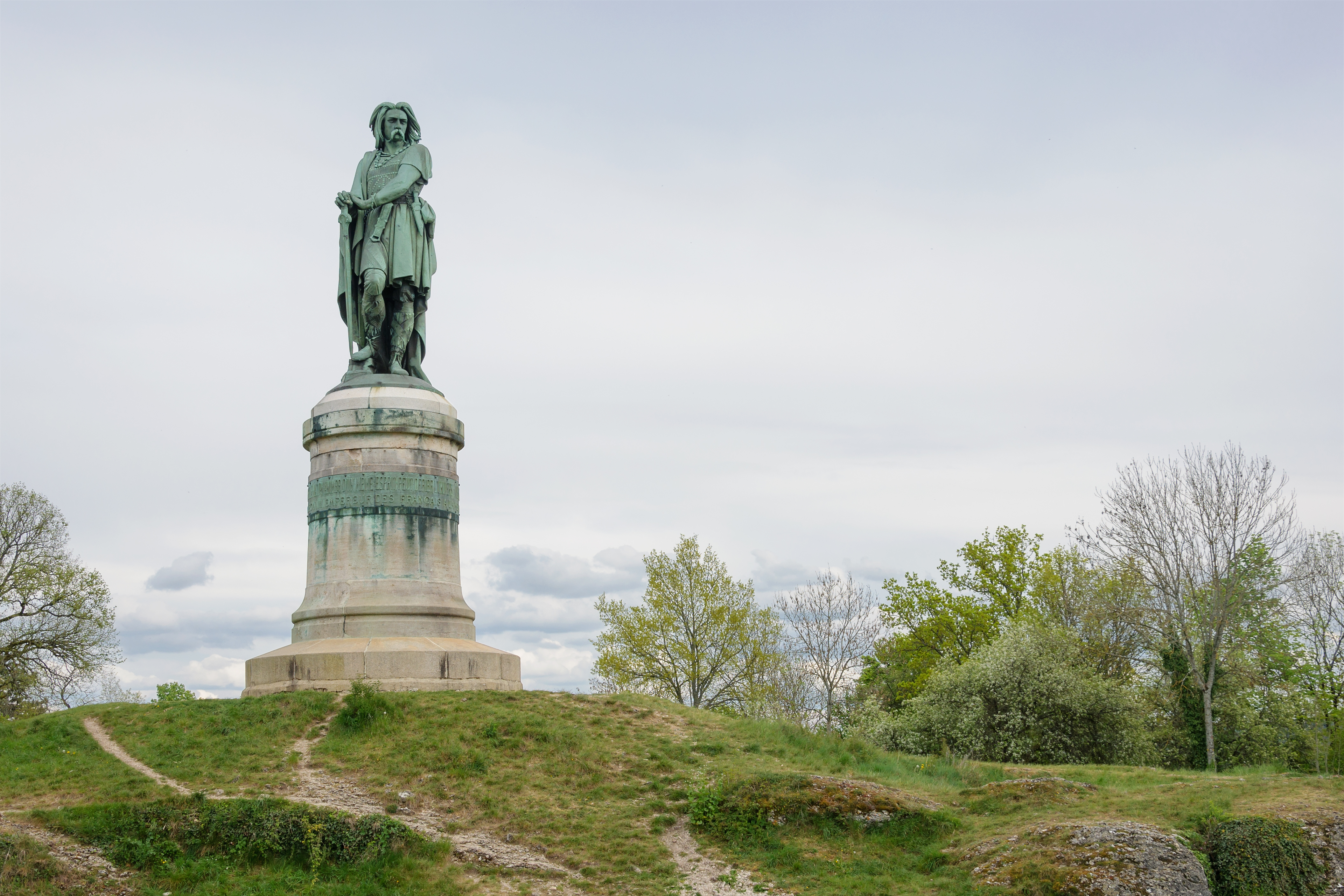
Monumento a Vercingétorix en Alesia (Alise-Sainte-Reine).

Alrededor del año 52 a. C., Alesia fue el lugar en que se disputó la batalla decisiva entre los romanos bajo Julio César y los galos bajo Vercingétorix. El resultado de la batalla determinó el destino de toda la Galia: al ganar la batalla, los romanos ganaron tanto la guerra de las Galias como el dominio sobre la Galia. La lucha se describe en detalle por César en sus Comentarios a la guerra de las Galias (Libro VII, 68-69). Los últimos análisis en Alise-Sainte-Reine pueden corroborar el sitio descrito en detalle. Las enormes medidas tomadas allí son impresionantes: en sólo seis semanas un anillo de fortificaciones de 15 km de largo (circumvallation) alrededor de Alesia y otro anillo adicional de 21 km de largo (contravallation) alrededor de ella para impedir que los refuerzos (alrededor de 250.000 hombres según César) alcanzaran a los galos. Estos han sido identificados por los arqueólogos usando fotografía aérea.